# 神武 (大理)
神武（しんぶ）は、中国の大理国の段思平の時代に使用された元号。
年代不詳 - 944年。